# Шумен
 Тази статия е за града.  За върха в Антарктика вижте Шумен (връх).  
Шу̀мен е град в Североизточна България, административен и стопански център на община Шумен и област Шумен. Той е десетият град в България по големина на населението – 80 974 души по настоящ адрес към 15 юни 2025 г.

## География
Шумен е разположен в Шуменското поле, което е отворено към югоизток и постепенно намалява своята височина; западните части на града лежат на около 280 – 300 м над морското ниво, а крайните източни – на 180 – 200 м. Градът се намира в подножието на Шуменското плато, което притежава изключително разнообразна природа. Неговото било се извисява на 500 м надморска височина. Превишението му по отношение на града е около 250 – 300 м.
Градът се намира на 360 km от столицата София, на 291 km от Пловдив, на 88 km от Варна и на 127 km от Бургас.
През Шумен минава малката река Поройна. На 3 км западно от съвременния град, върху дял от Шуменското плато, се намира местността Хисарлъка (или Стария град), заобиколена от стръмни долове, в които протичат целогодишно поточета.
В Шумен са обособени няколко жилищни комплекса и квартала:
- жилищни комплекси – Херсон, Добруджа, Тракия, Боян Българанов
- квартали – Индустриална зона, Гривица, Бялата пръст, Еверест, Дивдядово, Макак, Мътница.

- Изглед към града от стъпалата под паметника „Създатели на българската държава“, 2009 г.
- Изглед към западната част на града от Шуменската крепост през 2006 г.
- Изглед към централната част на града от паметника „Създатели на българската държава“, 2008 г.
- Изглед към централната и североизточна част на града от платото, района на паметника „Създатели на българската държава“ през 2008 г.

Климатът на града е умереноконтинентален. През зимата от север и североизток със силни ветрове свободно нахлуват студени континентални въздушни маси. Зимата е относително студена, средната януарска температура е -0,5 °C, а лятото е горещо със средна юлска температура 22 °C. Средният годишен брой на дните със снежна покривка е между 35 и 40. Най-ниската температура в града е измерена през януари (-27,4 °C), а най-високата – през август (45,0 °C). Количеството на валежите в града е около 600 мм годишно и е близко до средното за страната. Най-много валежи обикновено падат през май и юни, а най-малко през септември. Близостта на Черно море почти не оказва влияние върху климата на града.
| Климатични данни за Шумен, България   | Климатични данни за Шумен, България | Климатични данни за Шумен, България | Климатични данни за Шумен, България | Климатични данни за Шумен, България | Климатични данни за Шумен, България | Климатични данни за Шумен, България | Климатични данни за Шумен, България | Климатични данни за Шумен, България | Климатични данни за Шумен, България | Климатични данни за Шумен, България | Климатични данни за Шумен, България | Климатични данни за Шумен, България | Климатични данни за Шумен, България |
| Месеци                                | яну.                                | фев.                                | март                                | апр.                                | май                                 | юни                                 | юли                                 | авг.                                | сеп.                                | окт.                                | ное.                                | дек.                                | Годишно                             |
| Абсолютни максимални температури (°C) | 17                                  | 18                                  | 25                                  | 28                                  | 32                                  | 33                                  | 38                                  | 36                                  | 34                                  | 32                                  | 22                                  | 18                                  | 38                                  |
| Средни максимални температури (°C)    | 3                                   | 4                                   | 9                                   | 15                                  | 20                                  | 24                                  | 26                                  | 26                                  | 23                                  | 16                                  | 9                                   | 5                                   | 15                                  |
| Средни температури (°C)               |                                     | 1                                   | 5                                   | 10                                  | 15                                  | 19                                  | 21                                  | 20                                  | 17                                  | 12                                  | 5                                   | 2                                   | 11                                  |
| Средни минимални температури (°C)     | −3                                  | −2                                  | 1                                   | 5                                   | 10                                  | 13                                  | 15                                  | 15                                  | 12                                  | 7                                   | 2                                   |                                     | 6                                   |
| Абсолютни минимални температури (°C)  | −15                                 | −18                                 | −16                                 | −2                                  |                                     | 6                                   | 8                                   | 7                                   |                                     | −3                                  | −12                                 | −14                                 | −18                                 |
| Средни месечни валежи (mm)            | 30                                  | 40                                  | 30                                  | 50                                  | 60                                  | 70                                  | 40                                  | 40                                  | 30                                  | 40                                  | 50                                  | 50                                  | 580                                 |
| ------------------------------------- | ----------------------------------- | ----------------------------------- | ----------------------------------- | ----------------------------------- | ----------------------------------- | ----------------------------------- | ----------------------------------- | ----------------------------------- | ----------------------------------- | ----------------------------------- | ----------------------------------- | ----------------------------------- | ----------------------------------- |
| Източник: Weatherbase.com ((en))      |                                     |                                     |                                     |                                     |                                     |                                     |                                     |                                     |                                     |                                     |                                     |                                     |                                     |

## История

### Древност и Античност
Първи сведения за Шумен има от каменно-медната епоха. Разкопки на Рафаил Попов през 1907 г. идентифицират селищната могила Коджадермен, населявана през средния и късния халколит (приблизително периода 4500 – 4000 г. пр. н. е. Тя е с диаметър 60 м и височина 5 м, като е разположена на 6 км северно от града, вляво от шосето Шумен – Търговище.
Сведения има и от ранножелязната епоха – XII в. пр. н. е., откогато е датирано първото укрепление, обграждащо достъпните части на твърдината. То е с дебелина на стените около 2 метра, изградено от необработени ломени камъни. През V век пр. н. е. е построена втора стена пред първата.
През V в. пр. н. е. градът се е наричал Матиганис. Това стана ясно от надписите на намерените два камъка от периода на късната античност (IV век), по време на римското владичество. Надписите са на латински език. Съдържанието е следното: PEDATURA VICO MATIGANIS на първия камък намерен през 1972 г., и VICO MATIGANIS на втория, намерен през 1977 г.. Двата камъка са били употребени вторично като строителен материал. Думата PEDATURA на втория камък липсва, защото камъкът е бил намален чрез изчукване, за да пасне на строежа. Надписът е ограден с рамка, но горната черта на рамката липсва поради намаляването на размера на камъка. На тези каменни надписи е записано запазеното име на града от създаването, обаче на гръцки език с латински букви. Преведено от латински език, PEDATURA означава пространство, част от. Думата MATIGANIS включва две старогръцки думи MATI (Ματι) око и GANOS (Γάνος) блясък. Тук едната буква се е променила при римското управление. Думата VICO e неправилно написана. VICUS е точната дума и означава квартал, селище. Думата PEDATURA потвърждава, че Шуменската крепост е била считана за част от града с името Матиганис, който е долният град, съществуващ и тогава. Тракийското име на града е дадено малко след като е бил основан град Ганос на брега на Мраморно море. Този град е основан през VI в. пр. н. е. от гръцки колонисти от Мегара, а по късно е бил включен в Одриското царство на траките (480 – 49 г. пр. н. е.). Названието си е получил от историята, която разказали основателите му. Докато плавали с кораба и търсели място за създаването на град, изведнъж видели на брега блясък на това място. Те приели това като Божествен знак и точно там създали града. Затова нарекли този град Ганос (Γάνος) – Блясък. Същите гръцки колонисти са дошли и в този град и точно те са дали името му, оприличавайки града на град Ganos. За да не съвпадат имената на двата града, гръцките колонисти живеещи заедно с траките, добавили към наименованието на града думата „око“, Mati (Ματι). Получило се е „Окоблясък“ или Блясък за окото. Тези названия обаче са на старогръцки език. Траките приели това име и то останало такова и по-късно през времето на римското владичество.
През II век римляните построяват военен кастел върху руините на тракийското укрепление. Градежът на стената е вече със спойка от хоросан; изградена е и кула над портата; на слабо укрепените участъци от стената са построени още квадратна кула на запад и полукръгла от юг.

### Ранно средновековие
През IV – V век целият хълм е укрепен с нова стена и по нея са изградени 9 кули, на юг и запад старата и новата стени отстоят на няколко метра една от друга. От този период са известни останките на две църкви – еднокорабна базилика от IV век и трикорабна базилика от края на V век или началото на VI век.
Проведените археологически проучвания през 1957, 1961 до 1987 година установяват хронологическите периоди, бита и поминъка на обитателите на твърдината, известна ни от средновековните надписи намерени тук за град Шуменъ. През VIII – X век укреплението е обновено като за целта са използвани основите на византийската стена и кули, към които от север североизток е построена нова стена с две кули – затваряща се малка, но отлично защитена площ. Малко известен дори и на видни учени-археолози е фактът, че на 600 метра западно от средновековния град е съществувало, макар и за кратък период (VII – VIII век), землено българско укрепление с правоъгълна форма, ориентирана по посоките на света на площ от около 20 декара.

### Средновековие
Старобългарското укрепление от 7 – 10 век се развива във феодален град със замък с прилежащи вътрешен и външен укрепителен пояс, по които могат да се преброят 28 кули и бастиони, три порти и пет малки портици, с много църкви и работилници (12 – 14 век).
За първи път се споменава като Симеонис (Шимеонис) през 1153 година от андалуско-сицилианския пътешественик Идриси, който го описва като голям град с многолюден пазар. Според Константин Иречек и Георги Джумалиев произходът на името Симеонис е от това на цар Симеон. През 12 – 14 век Шумен е значителен военен, административен и икономически център, измествайки дори старата столица Велики Преслав, развивайки се извън крепостта.

В средновековния град Шумен основната религия е православното християнство, доказателство за което са откритите в очертанията на крепостните стени седем църкви, отсечените, макар и в малък тираж, възпоменателни монети с изображение на кръст, ангел и многобройните единични находки на православни кръстове, както и изображението им по пръстените и други предмети на бита, откривани в гробове и жилища. При разкопки в Хисаря през 1967 г. е разкрит надпис на цар Иван Шишман, упоменаващ името на град Шумен:
| „                                                            | ...поставени от бога аз на българите цар Иван Шишман, син на великия цар Иван Александър, дойдох в град Шумен по царево благоволение в името на небесния цар Исус Христос и аз, Срацо внук на великия епикерни Срацимир писах тези слова. | “ |
| В.Антонова, в-к "Шуменска заря", бр.112/26 септември 1967 г. | |   |

Градът пада под османско-турска власт след дълга и продължителна обсада през 1388 г.
Според Михаел Бехайм, Филип Калимах и Йозеф фон Хамер отряд на кръстоносна армия на Владислав III Ягело и Янош Хуняди достига Шуменската крепост през октомври 1444 г., като оставя на лагер при Стан главните си сили. За разлика от Мадара и Венчан Шуменската твърдина не е изоставена от османския си гарнизон и оказва ожесточена съпротива на упоритите тридневни атаки на неприятеля. Защитниците се затварят в цитаделата, при което кръстоносците правят пробив в стените ѝ, поставят вътре слама и я запалват. Според минезингера Бехайм, турците се хвърлят от кулата и загиват.

### Късно средновековие
Турците използват развалините на града за строителство на бани, джамии, Безистена (1529), Часовниковата кула с чешма (1740) и срещу нея Томбул джамия (1774). През 17 – 18 век Шумен е превърнат в силно укрепен военен град, с голям гарнизон в крепостта, в него се заселват много турци, евреи, татари, арменци. Споменаван е с различни имена като Шумена, Шумна, Шумулар, Сумунум, а през последните векове на владичеството – Шумен. Според Константин Иречек по време на османското завоюване в Шумен има 800 къщи, а през XVII в. те вече наброяват 4000 – 5000
През XIX век Шумен е комуникационен възел с първостепенна важност в Османската империя. През 1820 г. Портър пише, че в Шумен има „предградие, в което живеят християнските му жители“.
По времето на османското владичество (XVIII и особено XIX век) градът се развива като крупен занаятчийски център. На 11 май 1813 г. в града се състои първото в България чествуване на Светите братя Кирил и Методий, както и първото театрално представление. През 1828 година е създадено първото килийно училище за девойки, а през 1856 година първото девическо класно училище и читалище. През 1846 година са основани първите училищни самодейни колективи, през 1850 година е основан първият български симфоничен оркестър. През 1856 г. са основани първите читалища в България – Свищов (януари), Шумен (през пролетта) и Лом.
След Кримската война край Шумен се заселват кримски татари.
Според доклад на американски мисионери, посетили Шумен през 1857 година, градът наброява 40 хиляди жители, от които 75 % са турци, 20 % българи, а останалите са евреи и арменци. Те отбелязват няколкото български училища, в които учат общо към 700 ученици и ученички, както и лошата репутация на епископа грък.

### След Освобождението
След Освобождението на България първоначално градът запада поради загубата на пазари за занаятите, изселването на много османлии и сравнително евтините и висококачествени западни промишлени стоки, конкуриращи местните, но постепенно се съвзема, превръщайки се в областен и окръжен център. При избухването на Балканската война през 1912 година 35 души от Шумен са доброволци в Македоно-одринското опълчение. С усъвършенстването на технологиите постепенно започва да навлиза електричеството. Първоначално то е инсталирано във Военния клуб в града (1919 г.). През месец септември 1927 г. в град Шумен започва да работи първата електрическа централа}}
Веднага след Деветосептемврийския преврат през 1944 година в града се стига до сериозна престрелка при опит на комунистите да завземат един от полицейските участъци.

### Шумен през социализма
В периода между 29 януари 1950 – 29 юли 1965 година градът е носил името Коларовград.
През есента на 1951 г. Софийското военно училище се пребазира в гр. Шумен. С Указ на Президиума на Народното събрание № 213 от 29 април 1952 г. е връчено бойното знаме на училището. Освен обучението на артилеристи се откриват нови специалности по „Радиолокация“, училището става висше и подготвя инженерни кадри за зенитно-ракетни и радиотехнически войски. През 1969 г. към Висшето народно военно артилерийско училище (ВНВАУ) „Георги Димитров“ е създадено Средно сержантско военно артилерийско училище (ССВАУ), а през 1972 г. се разкрива нова специалност – „Изчислителна техника и автоматизирани системи за управление на войските (АСУВ)“. Създаденият през 1919 г. Педагогически институт за прогимназиални учители става през 1964 г. Факултет-филиал на Софийския университет. На неговата база през 1971 г. се открива Висш педагогически институт.
В природен парк „Шуменско плато“ през 1981 година се изгражда един от най-големите монументални паметници в България – „Създатели на българската държава“. През 80-те години на 20 век се разгръща мащабно строителство с оглед на предстоящата визита на дипломатическия корпус, но промените в края на 1980-те спират процеса. Построен е най-големият в града хотел-ресторантски комплекс „Шумен“. Започва изграждане на тролейбусна линия, което по-късно отпада.

### Шумен при демокрацията
След 1989 г. в Шумен е изграден мол – модернизиран е Районният универсален магазин (РУМ) и е създаден Сити център. Изградени са отново и реставрирани емблематичните за града ресторанти с хотелска част „Кьошковете“ и „Стъклото“. Построени са редица нови ресторанти и хотели в съвременен стил. След влизането на България в Европейския съюз са асфалтирани основните булеварди, улици и пътища. Ремонтирана и модернизирана е пешеходната зона от центъра през градската градина до жп гара.
- Част от центъра на града през 2007 г.
- Центърът на града през 2010 г.

## Население

### Численост
Численост на населението според преброяванията през годините:
| \| Година на преброяване \| Численост \| \| --------------------- \| --------- \| \| 1880 \| 23 093 \| \| 1887 \| 23 161 \| \| 1910 \| 22 225 \| \| 1934 \| 29 878 \| \| 1946 \| 35 750 \| \| 1956 \| 45 897 \| \| 1965 \| 64 902 \| \| 1975 \| 84 775 \| \| 1985 \| 100 050 \| \| 1992 \| 93 390 \| \| 2001 \| 89 214 \| \| 2011 \| 80 855 \| \| 2021 \| 67 971 \| |           |
| Година на преброяване | Численост |
| 1880 | 23 093    |
| 1887 | 23 161    |
| 1910 | 22 225    |
| 1934 | 29 878    |
| 1946 | 35 750    |
| 1956 | 45 897    |
| 1965 | 64 902    |
| 1975 | 84 775    |
| 1985 | 100 050   |
| 1992 | 93 390    |
| 2001 | 89 214    |
| 2011 | 80 855    |
| 2021 | 67 971    |

При първото официално преброяване на населението на Княжество България през 1880 година, Шумен с 22 900 жители е третият по големина град в княжеството след Русе (26 163 жители) и Варна (24 600) и пред новоизбраната столица София (20 501 жители).
При преброяването през септември 2021 г. са регистрирани 67 971 жители на Шумен според НСИ. Градът е на десето място в България по брой на населението с 80 974 души по настоящ адрес и 93 616 души по постоянен адрес по данни от ГРАО към 15 юни 2025 г.

### Етнически състав
Численост и дял на етническите групи според преброяването на населението през 2011 г.:
| Етническа група     | 2011   | 2011   |
| Етническа група     | Брой   | %      |
| ------------------- | ------ | ------ |
| Българи             | 61,584 | 76,17% |
| Турци               | 10,029 | 12,40% |
| Роми                | 2,165  | 2,68%  |
| Други               | 600    | 0,74%  |
| Не се самоопределят | 552    | 0,68%  |
| Неотговорили        | 5,925  | 7,33%  |
| Общо                | 80,855 | 80,855 |

## Религия
Мнозинството от населението на град Шумен са християни, като втората по численост религиозна общност са мюсюлманите. В града има административни сгради на архиерейското наместничество и районното мюфтийство.
Християнство
В голямото си мнозинство от християните са православни. В града има храмове и на други християнски общности, като – методисти, петдесятници, адвентисти.
- Българската православна църква разполага с 8 храма в града (по един в кварталите Дивдядово, Макак и Мътница), както и 4 параклиса. Те са част от Шуменската духовна околия.[26]
  - Храмове:„Св. Три Светители“ (от 1857 г.), „Възнесение Господне“ (от 1829 г.), „Св. Паисий Хилендарски“ (от 1947 г.), „Св. Успение Богородично“ (от 1914 г.), „Св. Пророк Илия“ (от 1829 г., кв. Дивдядово), „Св. вмчк. Пантелеймон“ (кв. Макак), „Рождение на св. Йоан Кръстител“ (кв. Мътница)
  - Параклиси:„Св. Николай“, „Св. Животоприемни източник“ (от 1999 г.), „Св. св. Апостоли Петър и Павел“ (от 2001 г.), „Св. Успение Богородично“ (от 1999 г.)
- Други християнски храмове:
  - Евангелска методистка епископална църква, разположена в близост до хотел „Шумен“[27]
  - Евангелска петдесятна църква „Живот Чрез Христа“, разположена в ценъра на ул. „Боян Пенев“ 2А.
  - Арменска апостолическа църква „Св. Богородица“ (от 1834 г.), разположена в квартал Гривица[28]
  - Източнокатолически параклис „Света Анна“

- Сградата на българската православна църква „Свети Три Светители“ през 2007 г.
- Сградата на арменската апостолическа църква „Света Богородица“ през 2018 г.

Ислям
В града е разположена най-голямата в България и втора на Балканския полуостров джамия – Томбул джамия, построена през 1744 г. Комплексът на джамията се състои от основна сграда (молитвена зала), двор и пристройка, състояща се от дванадесет стаи (пансион към медресето). Включена е в Списъка на 100-те национални туристически обекта с № 95.
- Помещение на районното мюфтийство в квартал Гривица през 2015 г.
- Сградата на Томбул джамия през 2010 г.

## Местна власт

### Кмет
На местните избори през 2023 г. за кмет на Шумен е избран проф. инж. Христо Христов, преди това офицер от армията, декан на Техническия факултет в Шуменския университет и областен управител на Шумен (2022 – 2023). Той печели втория тур на изборите на 5 ноември със 71,38 % от гласовете на избирателите.

### Общински съвет
Общинският съвет на Шумен се състои от 41 общински съветници и заседава минимум веднъж месечно. 
 Председател на Общинския съвет от май 2021 г. е Ася Аспарухова (р. 1981, адвокат, местна коалиция ДБГ)
Общинският съвет има 10 постоянни комисии:
- Здравеопазване и социална политика
- Просвета, образование и наука
- Бюджет и финанси
- Правна и опазване на обществения ред
- Икономическа политика, общинска собственост и контрол по сделките с общинско имущество
- Териториално развитие и селищно устройство
- Екология и селско стопанство
- Младежки дейности и спорт
- Европейски проекти и международно сътрудничество
- Култура, културно историческо наследство, туризъм, интеграционна политика и вероизповедания

Всяка постоянна комисия се състои от председател, заместник и 5 членове.

Временните комисии се създават от Общинския съвет за разрешаването на конкретни въпроси.
Състав на общинския съвет, избиран на местните избори през годините:
| Партия или сдружение | 2003    | 2007    | 2011    | 2015    | 2019    |
| Избирателна активност по време на изборите | 34,01 % | 46,01 % | 51,28 % | 44,96 % | 41,68 % |
| Общ брой места | 41      | 41      | 41      | 41      | 41      |
| --- | ------- | ------- | ------- | ------- | ------- |
| ГЕРБ |         | 10      | 16      | 14      | 14      |
| Българска социалистическа партия | 15      | 11      | 16      | 7       | 10      |
| Местна коалиция „Движение България на гражданите“ (БНД, ЕНП, ССД, Глас народен, НДСВ)                                                              |         |         |         |         | 6       |
| Движение за права и свободи | 3       | 5       | 4       | 5       | 5       |
| ВМРО – Българско национално движение |         |         |         | 2       | 2       |
| Български социалдемократи | 1       |         |         |         | 2       |
| Демократична България (ДА България, Зелено движение, Демократи за силна България                                                                   |         |         |         |         | 2       |
| Реформаторски блок |         |         |         | 7       |         |
| Патриоти за Шумен (ВМРО – БНД, Съюз на патриотичните сили „Защита“, Нова алтернатива, Обединение на българските националисти „Целокупна България“) |         |         |         | 2       |         |
| Национален фронт за спасение на България |         |         |         | 2       |         |
| Алтернатива за българско възраждане (АБВ) |         |         |         | 2       |         |
| Атака |         | 7       | 2       | 1       |         |
| Народен съюз |         |         |         | 1       |         |
| Демократи за десетия град (ДСБ, ОДС, Движение „Гергьовден“)                                                                                        |         |         | 2       |         |         |
| Национално движение за стабилност и възход | 8       | 3       | 1       |         |         |
| Коалиция „За Шумен“ (СДС, ДСБ, ССД, Обединение на българските националисти „Целокупна България“)                                                   |         | 3       |         |         |         |
| Коалиция „Гергьовден – Новото време“ (Движение „Гергьовден“, Новото време)                                                                         |         | 2       |         |         |         |
| Съюз на демократичните сили | 6       |         |         |         |         |
| Движение „Гергьовден“ | 4       |         |         |         |         |
| Съюз за демократично развитие | 2       |         |         |         |         |
| Блокът на Жорж Ганчев | 1       |         |         |         |         |
| Български демократичен съюз „Радикали“ | 1       |         |         |         |         |

### Побратимени градове
Шумен е побратимен със следните градове (по азбучен ред):
- Адапазаръ, Турция
- Аликанте, Испания
- Барнаул, Русия
- Дебрецен, Унгария
- Джънджоу, Китай
- Казан, Русия
- Макон, Франция
- Маями, САЩ
- Подолск, Русия
- Тулча, Румъния
- Филаделфия, САЩ
- Хелзинки, Финландия
- Херсон, Украйна

## Икономика
Към 2017 година най-големите предприятия в града са производителят на алуминий „Алкомет“, производителят на химични продукти „Фикосота“ и производителят на електроуреди „Теси“.

## Инфраструктура

### Транспорт
Градът е разположен на важен транспортен кръстопът. През него преминават северната жп линия София-Варна и връзката в посока Шумен-Комунари-Южна България. Общата дължина на жп линиите преминаващи през територията на Общината e 30,16 км, като всички са електрифицирани. Удвоените жп линии са 12,31 км.
На територията на Общината преминават международните пътища № I-2 Русе-Шумен-Варна, № I-4 София-Търговище-Белокопитово и № I-7 Силистра-Шумен-Ямбол. През територията на Община Шумен ще преминат и 23 км от автомагистрала Хемус /София-Варна/.
Дължината на междуселищната пътна мрежа в Общината е 226,090 км. Първокласните пътища са 45,455 км, а второкласните – 16,848 км. Пътищата трети клас са 37,200 км, а четвъртокласната пътна мрежа е с дължина 130,420 км. Асфалтираните пътища представляват 68,4 % или 154,62 км от общата дължина на междуселищната пътна мрежа. На територията на града има 220 км градска пътна мрежа, изцяло покрита с трайни настилки, от която 90 % са асфалтирани и 10 % павирани.
Автобусният парк на дружество „Шумен – Пътнически автотранспорт“ ООД се състои от 125 бр. автобуси – градски и междуселищни от марките Отойол-Ивеко, Темса, Мерцедес, Акия, Фолксваген и Чавдар. Над 65 % от автопарка е обновен с автобуси, предлагащи по-голям комфорт на пътуване и отделящи по-ниски нива на вредни емисии и шум, отговарящи изцяло на европейските стандарти в опазване на околната среда.
Централна автогара – Шумен се намира на бул. „Ришки проход“ № 29, в непосредствена близост до ЖП Гара Шумен.

### Медии

#### Радио и телевизия
Основните радиопредаватели и ретранслатори, които осигуряват телевизионното и радиоприемане в град Шумен и областта, са от предавателната мрежа на „Виваком България“ (SHU-37**):
- Радиорелейната и телевизионна станция (РРТС) Венец /Капитан Петко/ (SHU-3710) на около 29 км северно от Шумен и 2 км североизточно от село Капитан Петко (община Венец), географски координати: 43°29'50" с.ш., 26°53'38" и.д., надм. височина (к.т.): 500,8 м, височина на кулата: 302 м.[41] Построена е през 1975 г. От 1986 г. започва преминаване към „западния“ УКВ обхват с 2 нови предавателя NEC по 10 kW за БНР Радио „Шумен“ на 87,6 MHz и БНР програма „Хоризонт“ на 102 MHz. От 2013 г. са включени нови цифрови телевизионни предаватели, излъчващи Мултиплекс 1 на 28 канал, Мултиплекс 2 на 40 канал и Мултиплекс 3 на 51 канал.
- Радиорелейна станция (РРС) Шумен – Телевизионна кула на Шуменско плато (SHU-3715). Разположена е на 2 км западно от града на Шуменското плато, географски координати: 43°16'41" с.ш., 26°53'29" и.д., надм. височина (к.т.): 471 м, височина на антената: 60 м. Някои от антените са разположени върху сградата на РРС с височина 35 м. Открита е през 1962 г., а след 1964 г. излъчва радио- и телевизионни програми.[42]
- Телевизионна ретранслаторна станция (ТРС) Студентско общежитие (SHU-3745) – на покрива на общежитие № 2 на ШУ, географски координати: 43°16'46" с.ш., 26°56'21" и.д.
- ТРС Дивдядово (SHU-3740). Намира се на покрива на сграда на ДАМТН[43] в кв. Дивдядово на град Шумен, географски координати: 43°14'36" с.ш., 26°56'14" и.д.

През 2013 г. в двата ретранслатора са включени нови цифрови телевизионни предаватели, излъчващи в честотна зона „Шумен“.
| Радио                       | Честота на УКВ (MHz) | Предавател                         | Мощност |
| --------------------------- | -------------------- | ---------------------------------- | ------- |
| БНР Радио „Шумен“           | 87,6                 | РРТС Венец                         | 10 kW   |
| Радио „Energy“              | 88,3                 | РРС Шумен                          | 100 W   |
| БГ Радио                    | 89,0                 | РРС Шумен                          | 230 W   |
| Радио „Фокус“ (Североизток) | 89,6                 | РРС Шумен                          | 100 W   |
| България Он Еър             | 90,8                 | РРС Шумен                          | 122 W   |
| Дарик Радио                 | 91,4                 | РРС Шумен                          | 500 W   |
| Радио Фреш                  | 91,9                 | РРС Шумен                          | 224 W   |
| БНР Радио „Шумен“           | 93,4                 | РРС Шумен                          | 1 kW    |
| БНР програма „Хоризонт“     | 94,5                 | РРС Шумен                          | 250 W   |
| Радио „Веселина“            | 98,9                 | РРС Шумен                          | 230 W   |
| Радио „Мая“ (Шумен)         | 99,8                 | РРС Шумен                          | 99 W    |
| БНР програма „Христо Ботев“ | 100,4                | РРС Шумен                          | 1 kW    |
| БНР програма „Хоризонт“     | 102,0                | РРТС Венец                         | 10 kW   |
| БНР програма „Хоризонт“     | 104,3                | РРТС Венец BNR Bulgaristan Radyosu | 3 kW    |
| Радио „Фокус“ (Североизток) | 106,0                | МБАЛ „Д-р Добри Беров“, Нови пазар | 50 W    |
| Радио „Енджой“              | 106,5                | РРС Шумен                          | 234 W   |

| Радио                       | Честота (MHz) | Предавател                    | Мощност |
| --------------------------- | ------------- | ----------------------------- | ------- |
| Радио „Веселина“            | 90,4          | РРС Търговище-1 - Коджакуз    | 500 W   |
| Радио „Energy“              | 91,2          | РРТС „Франгата“, Варна        | 580 W   |
| БНР програма „Хоризонт“     | 92,8          | РРС Търговище-1 – Коджакуз    | 1 kW    |
| Радио 1                     | 93,8          | РРТС „Франгата“, Варна        | 580 W   |
| БНР Радио „Шумен“           | 94,0          | РРС Търговище-1 - Коджакуз    | 500 W   |
| БНР програма „Христо Ботев“ | 95,4          | РРС Търговище-1 – Коджакуз    | 500 W   |
| Радио „Зи рок“ (РНЕ)        | 95,9          | Боровец (Гюндюза), Варна      | 500 W   |
| Дарик Радио                 | 96,5          | РРС Търговище-1 – Коджакуз    | 272 W   |
| БНР Радио „Шумен“           | 97,0          | РРТС Разград                  | 500 W   |
| Радио „Вероника“            | 97,3          | РРТС „Франгата“, Варна        | 690 W   |
| БГ Радио                    | 89,0          | РРТС „Франгата“, Варна        | 570 W   |
| Радио „Energy“              | 98,1          | РРТС Разград                  | 100 W   |
| Радио „Сити“                | 98,6          | РРТС „Франгата“, Варна        | 700 W   |
| БНР програма „Христо Ботев“ | 99,4          | РРТС Разград                  | 500 W   |
| България Он Еър             | 100,1         | РРС Търговище-1 – Коджакуз    | 100 W   |
| БНР програма „Хоризонт“     | 100,9         | РРТС „Франгата“, Варна        | 5 kW    |
| Радио „1 Рок“               | 101,5         | РРТС „Франгата“, Варна        | 570 W   |
| БНР програма „Хоризонт“     | 102,5         | РРТС „Еделвайс“, Слънчев бряг | 10 kW   |
| БНР програма „Христо Ботев“ | 102,9         | ТРС „Рояк“, Провадия          | 3 kW    |
| БНР програма „Хоризонт“     | 103,5         | РРТС Разград                  | 1 kW    |
| Дарик Радио                 | 104,9         | РРТС Разград                  | 500 W   |
| БНР Радио „Варна“           | 105,3         | ТРС „Рояк“, Провадия          | 1 kW    |
| Радио „Energy“              | 105,6         | РРС Търговище-1 - Коджакуз    | 100 W   |
| Радио „Енджой“              | 106,9         | РРТС Разград                  | 100 W   |
| Радио „Energy“              | 107,2         | ТРС „Рояк“, Провадия          | 500 W   |

| Радио                          | Дължина на вълната, честота | Предавател                   | Мощност |
| ------------------------------ | --------------------------- | ---------------------------- | ------- |
| Радио „Румъния Антена Сателор“ | ДВ, λ=1960,78 m, f=153 kHz  | Бод, Брашов, Румъния         | 200 kW  |
| БНР програма „Хоризонт“        | СВ, λ=520,83 m, f=576 kHz   | РПС Видин-2 – Водна          | 270 kW  |
| Радио „Румъния Актуалитъти“    | СВ, λ=350,88 m, f=855 kHz   | Влъдичяска, Букурещ, Румъния | 400 kW  |

Национални телевизии
Двата предавателя и двата ретранслатора излъчват националните телевизионни програми БНТ1, БНТ2, БНТ3, бТВ, Нова телевизия и България Он Еър на 40-и канал на честота 626 MHz със следните мощности:
- РРТС Венец – 5 kW;
- РРС Шумен – 500 W;
- ТРС Студентско общежитие на ШУ – 100 W;
- ТРС Дивдядово – 100 W.

Интерактивна телевизияА1, Виваком, Йетел.
Местни радио и телевизия
- Общински медиен център „Телевизия Шумен“
- Кабелни ТВ оператори: А1, Виваком, Бергон[48], Спринт[49]
- Радио „Шумен“
- Онлайн радио „Пети Полк“.[40]

#### Други медии
- Българска телеграфна агенция
- Шум.бг[50]
- Шумен.бг[51]
- Шумен онлайн
- 24 Шумен
- Инфо Шумен
- Шмоко.бг
- Радиан.бг
- Медийна агенция „Шумен“
- Електронен вестник на клуб „Журналист“ към ОДК – Шумен[52]
- Кореспондентски офиси на всички национални телевизии и вестници (БНТ, бТВ – студио „Трима“, Нова, в. „Труд“, в. „Топ новини“[53] и др.)[51]

### Здравеопазване
Лечебни заведения
- Многопрофилна болница за активно лечение – Шумен АД
- Център за спешна медицинска помощ – ЦСМП
- Комплексен онкологичен център ЕООД
- Областен диспансер за пневмо-физиатрични заболявания
- „Център за кожно-венерически заболявания – Шумен“ ЕООД
- „Диагностично-консултативен център І – Шумен“ ЕООД
- Дентален център „Дент – Шумен“ ЕООД
- Медико-техническа лаборатория І – Шумен ЕООД
- Дом за медико-социални грижи за деца – ДМСГД
- Общински здравен център
- ТЕЛК – Териториална експертна лекарска комисия
- РЕЛКК – Районна експертна лекарска консултативна комисия (за деца до 18 г.)

### Образование и наука
Висши училища
- Национален военен университет – Факултет „Артилерия, Противовъздушна отбрана и Комуникационно-информационни системи“
- Шуменски университет[54] „Еп. Константин Преславски“

Училища
Към 2023 година в Шумен работят 19 училища – 2 профилирани гимназии, 5 общообразователни гимназии, 5 професионални гимназии, 4 основни училища, 2 начални училища и мюсюлманското средно Духовно училище „Нювваб“.
Най-старото училище в града е Гимназията с преподаване на чужди езици „Никола Йонков Вапцаров“, основана през 1848 година като прогимназия и преобразувана по-късно в педагогическо училище и реална гимназия, като до средата на XX век носи името на Васил Друмев. Природоматематическа гимназия „Нанчо Попович“ води началото си от основаната малко по-късно девическа прогимназия, която от 1891 година е девическа гимназия, а от 1954 година – смесено училище.
Средно училище „Васил Левски“ е открито през 1932 година във възникналия след Първата световна война бежански квартал „Тракийски“. През 1943 година от Мъжката гимназия е отделено днешното Средно училище „Панайот Волов“. Средно училище „Сава Доброплодни“ е основано през 1962 година и през първите си десетилетия е руска езикова гимназия. Средно училище „Трайко Симеонов“ се намира в крайния квартал „Боян Българанов“. Средно училище „Йоан Екзарх Български“ е основано през 2000 година като хуманитарна гимназия и е разположено в стара училищна сграда в централната част на града.
- Професионална гимназия по механотехника, електроника и транспорт „Христо Ботев“
- Професионална гимназия по строителство, архитектура и геодезия
- Професионална гимназия по икономика
- Професионална гимназия по облекло, хранене и химични технологии „Проф. д-р Асен Златаров“
- Професионална гимназия по селско стопанство и хранителни технологии
- Второ Основно Училище „Д-р Петър Берон“
- Трето Основно училище „Димитър Благоев“
- Шесто Основно училище „Еньо Марковски“
- Девето Основно училище „Панайот Волов“
- Начално училище „Илия Рашков Блъсков“
- Начално училище „Княз Борис І“

Детски комплекси
- ЦПЛР – Обединен детски комплекс[60]

### Други
В центъра на града се намират недостроени сгради, като най-високата е била предвидена за поща. Строежът е спрян със смяната на властта през 1989 г. и от тогава не се работи по него.

## Забележителности

### Симфониетаи хорове
Първите опити за създаване на класически оркестър датират от средата на ХІХ в. През 1848 – 1849 г. група унгарски емигранти се установяват в Шумен. През 1850 г. под ръководството на един от тях, Михай Шафран, те създават свой оркестър. Една година по-късно, със съдействието на заможния търговец Анастас Хаджи Стоянов, Шафран основава нов оркестър, в който участват 12 местни младежи. Ансамбълът съществува до 1860 г., когато Шафран напуска Шумен. Първият модерен симфоничен оркестър в Шумен се създава през есента на 1941 г. под ръководството на Владимир Василев – преподавател по музика в Учителския институт. На 23 ноември 1942 г. в читалище „Добри Войников“ е проведен първия концерт на Шуменския симфоничен оркестър с диригент Владимир Василев. През 1954 г. оркестърът придобива статут на държавен културен институт. Първият концерт на Държавна филхармония – Шумен се дирижира от Васил Стефанов, а солист е Панчо Владигеров. С решение на Министерския съвет от 2010 г. Държавната филхармония в Шумен се преобразува в симфониета. Симфониета – Шумен поддържа богат репертоар от различни стилове и жанрове, осъществила е гастроли в Германия, Австрия, Италия, Испания, Швейцария, Монако, Беларус, Гърция и Република Корея.
В Шумен има и два изключително популярни хорови състава – детския „Бодра песен“ и смесения „Родни звуци“, създаден през 1898 г. Половин век ръководител и главен диригент на двата състава е била проф. Венета Вичева.

### Театри
Шуменският драматично-куклен театър „Васил Друмев“ се намира на бул. „Славянски“. Той е известен с първото театрално представление в България. Всяка година от 11 до 16 май в театъра се провеждат Друмеви театрални празници – театрален фестивал „Нова Българска Драма“, имащ за цел стимулиране и реализиране на драматургични произведения от български автори.

### Читалища, библиотеки и културни домове
- Народно читалище „Добри Войников 1856“ – пл. „Възраждане“.

Второто читалище в България, основано през пролетта на 1856 г. от Сава Доброплодни. Заедно с читалищата в Свищов и Лом, създадени през същата година, то полага началото на българското читалищно дело. Оригиналната сграда на читалището е построена през 1895 – 1898 г. на площ 1692 кв. м и е първото голямо и модерно читалище, построено в България след Освобождението. Открита е на 28 декември 1898 г. с представянето на пиесата „Иванко“ от първия български драматург Васил Друмев, роден в Шумен. Обявена е за паметник на архитектурата от XIX в. Новата сграда до нея е построена през 1964 г.

Читалището развива многостранна дейност: библиотека (втората по големина в града), лекционна просвета, различни курсове, любителско художествено творчество, културно-масови прояви, концерти, издаване на книги и брошури.

В читалище „Добри Войников-1856“ – Шумен се поставя началото на българския театър с побългарената комедия „Михал Мишкоед“ на 15 август 1856 г., на Художествената галерия, на Дружеството на художниците, на Дружеството на писателите чрез литературен клуб „Маяковски“.

Тук се е играла първата оперета в България през 1914 г. и е създадена първата българска детска библиотека. Читалището е дало начало на четири шуменски читалища.
- Народно читалище „Напредък 1869“ – пл. „Кристал“, ул. „Панайот Волов“. Едноетажна сграда в добро състояние.[66]
- Народно читалище „Боян Пенев 1949" – ж. к. „Тракия“, ул. „Одрин“. Има 2 сгради, по-голямата в добро състояние. Към читалището функционират библиотека, школи, клубове, кръжоци и състави за любителско творчество – школи по класически танци /балет/, пиано, английски език и изобразително изкуство; клубове „Детски приказен свят“, „Екология“, „Ние в обществото“, „Тае-бо аеробика“; фолклорна група „Тракия“ и група за пресъздаване на народни обичаи. Читалището е носител на орден „Кирил и Методий“ – ІІ степен и на Наградата на Шумен.[66][67]
- Народно читалище „Стилиян Чилингиров 1963“ – пл. „Гривица“. Има библиотека. Сграда в добро състояние.[66]
- Народно читалище „Тодор Петков 1963“ – Добруджански квартал, бул. „Мадара“. Масивна сграда в незадоволително състояние. Дейности: Ансамбъл за народни песни и танци „Мадара“, Детски фолклорен ансамбъл „Звънче“; Гайдарски оркестър; Хор за школувано пеене; 3 бр. школи: Народни танци, Народно пеене, Народни инструменти – гайда, кавал, гъдулка и тамбура.; Библиотека.[66][68][69]
- Народно читалище „Евролил 2005“ – ж. к. „Еверест“, ул. „Висока поляна“. Няма собствена сграда.[66]
- Народно читалище „Асен Златаров 1872“ – кв. Дивдядово, бул. „Велики Преслав“. Дейности: Детско-юношеско театрално студио „Антракт“, Детски танцов състав „Венче“, Младежки танцов състав „Дивдядово“, клуб „Традиция“; библиотека; лятна академия за таланти „На извора хоро се вие“.[66][70]
- Народно читалище „Просвета 1926“ – кв. „Макак“. Дейности: Кукерска група „Арапи“, Група за хумор и сатира, Детски танцов колектив, Детска рецитаторска група, Кръжок по краеведение, Клуб „Седянка“ – за кулинарно и плетаческо изкуство, Клуб „Лично творчество“, библиотека.[66][71]

- Народно читалище „Отец Паисий 1929“ – кв. „Мътница“.[66]
- Народно читалище „Назъм Хикмет 1881“, ул. „Раковски“. Има библиотека. Сграда в лошо състояние.[66][72]
- Народно читалище „Пробуда 1958“ – кв. „Млада Гвардия“, ул. „Ген. Скобелев“. Създадено е на 24 юни 1958 г. Дейности: клубове „Природолюбител“, „Турист“, „Художествено слово“, „Уроци по родолюбие“; библиотека. Сграда в лошо състояние, споделена с НЧ „Екипе“.[66][73]
- Народно читалище „Екипе-Единство 1997“ – ул. „Ген. Скобелев“ 33. В незадоволително състояние. Споделена сграда с НЧ „Пробуда“ в лошо състояние. Дейности: 2 танцови групи за ромски фолклори, певческа група, рап формация „Барони“.[66][74]
- Регионална библиотека „Стилиян Чилингиров“ – център, бул. „Славянски“. Най-голямата библиотека в Шуменска област с над 750 000 библиотечни документи. Създадена през 1922 г. като четвърта депозитна библиотека в България по инициатива на Стилиян Чилингиров. Библиотеката е една от малкото в страната със специално проектирана и построена през 1980 г. сграда, която осигурява условия за диференцирано и ефективно обслужване на читателите. Работи в няколко направления: „Фондове и каталози“, „Обслужване на читатели“, „Справочно – библиографско и информационно обслужване“. Има заемна за възрастни над 14-годишна възраст, детски отдел, обща читалня с междубиблиотечно заемане, чуждоезикова читалня, дигитално студио, студио с необходимата звукозаписваща и звуковъзпроизвеждаща техника, плочи, аудиокасети, компакт-дискове, видеокасети, репродукции и др. Осигурен е достъп до всички автоматизирани бази данни и електронен вариант на АПИС.[75]
- Художествена галерия „Елена Карамихайлова“. Отначало е основана като читалищна сбирка през 1947 г. към читалище „Добри Войников“. Галерията е създадена през 1955 година като колекция от произведения на пластичното изкуство. Тогава е открита със значителен фонд и в самостоятелни помещения на бул. „Славянски“. През 1978 г. е преместена в сградата на сегашната съдебна палата. След реституиране на постройката от Съда галерията е преместена в сегашната си сграда на ул. „Цар Иван Александър“, където е открита за посещение на 22 декември 1992 г. Тук се съхраняват над 2000 творби в областта на живописта, скулптурата, графиката и приложното изкуство в периода от края на XIX век до днес. Между тях са произведения с висока художествена стойност, значими за българската култура. Периодично галерията показва колекции от фонда. Изложбените зали с обща площ 333 кв. м са отворени за художествени изложби с разнообразен характер, както и за други културни прояви.[76][77][78]
- Младежки дом. Има ритуална зала, театрално-концертна зала „Проф. Венета Вичева“, киносалон за пространствено (3D) кино, танцов салон, шахматен клуб, спортна зали и зали за културно масови мероприятия.[79][80][81]
- Арменски културен дом.

### Паметници, исторически и археологически забележителности
На Шуменското плато се намира най-големият исторически паметник в България „Създатели на българската държава“ и много паметници на известни исторически личности.
- Паметник „Създатели на българската държава“.

Известен е още като Паметник „1300 години България“ се намира на 6 километра от град Шумен в най-високата част на Дунавската равнина – Шуменското плато. Може да се види в радиус от 30 километра. Има дължина 140 метра, широк е 75 метра. Паметникът е изграден от 8 бетонни блока. На 52-метра е разположен лъв, който тежи 1000 тона. На него контрастират 2000 елемента от по-тъмен гранит. Зад опашката му има и стилизирана пеперуда, която е символ на дълголетие. Посланието е, че както пеперудата преминава през различни метаморфози, така и България претърпява в развитието си възходи и падения.
Мемориалният комплекс представя най-важните моменти от Историята на България от VII до Х век чрез мащабни скулптурни композиции, фрагменти от надписи и мозаечни пана във вътрешността на паметника. Вътрешното пространство е декорирано с 21 скулптури и 540 м2 мозайки. Статуите са на най-известните и заслужили български държавни владетели (ханове и царе) от Аспарух до Симеон I, създателите на славянската азбука Кирил и Методий, техните ученици Климент, Наум и Ангеларий и др. Това е единственият по рода си паметник в Европа, който чрез вътрешните си статуи и монументи пресъздава историята на държавата. Друг интересен факт е, че това е паметникът с най-голямо количество използван бетон в Европа. До него може да се стигне и по 1300 стъпала от град Шумен, които са символ на всяка една година от създаването на българската държава. От там се разкрива панорамна гледка към Шумен и също така започват туристически маршрути по Шуменското плато. Паметникът е част от Стоте национални туристически обекта на Българския туристически съюз. Вход с билети. Нарича се от шуменци за краткост с подразбиране само „Паметника“.
- Историко-археологически резерват Шуменска крепост.

Средновековната крепост е разположена на платото, след парка „Кьошковете“, на 3 км западно от центъра на града. В миналото е била разрушена, но през XX в. е частично възстановена. Тя е много добре запазена и е най-значимият исторически и археологически обект на града. Построена е на 4 платформи в ранната и късна античност, а по-късно в Средновековието е била разширена. Сред по-важните находки са: Шуменският надпис на цар Иван Шишман, където се говори за посещението на този владетел в Шумен; плочката с изображение на танцуващ мъж; надписът на „Остро… богоин“ (първият кирилски надпис в България); сграфито-керамика; букел-керамика от троянски тип; коланни апликации; златни литургични съдове; голям брой монети от почти всички периоди. Крепостта е № 94 от Стоте национални туристически обекта на Българския туристически съюз.
- Куршун чешма. Оригинална чешма от 1774 година. Намира се на пресечката на ул. „Съединение“ и ул. „Стефан Янев“ в малка градинка. Куршун чешма е изградена в някогашната Козлук махала и е била в близост до южната врата на вътрешната крепост. Покрита е с оловни плочки. Според легендата султанът казал, че трябва да се спрат вече войните и проливането на кръв и наредил куршумите да се претопят и от оловото да се направят плочите за покрива на чешмата. От там и произлиза името ѝ „Куршун – чешма“, което преведено от турски език значи „оловната чешма“. Това е една от най-големите и хубави чешми, запазени до наши дни в страната.

По обем и външно оформление тя се разграничава коренно от възприетия начин за изграждане на чешми. Построена е от варовикови дялани камъни. Постройката е пропорционирана и издържана в архитектурно и художествено отношение. Има правоъгълната форма с размери 7,20 на 2,20 м и покрив с керемиди и прилича на малка къщичка. Височината до горния каменен корниз е 3,00 м, а стрехата и е издадена 0,90 м. От трите дупчици, в които някога е имало чучури, не тече вода. Лицевата фасада е богато орнаментирана. Северната страна на чешмата е главната, има пиластри и полуколонки, отделящи три полета, действащи като ниши и завършващи в горния си край с ориенталски арки. Под всяка от тях има по една композиция от три медальона. В средното поле е вградена мраморна плоча с надпис на 7 реда, възхваляващ поръчителя на чешмата султан Абдул Хамид. В него са описани строителят Ечем Хаджи Мехмед и краснописецът на надписа Мехмед Есасд Есади. Построена е със средства, дарени от османския военачалник Еген хаджи Мехмед ага паша.
- Паметник на свободата (1965) – в градината до Общината. Известен е с името Разперко и е един от символите на Шумен. Символизира победата на комунизма над фашизма. Воинът с разперените ръце е комунист, а другият долу с вързаните ръце на гърба е фашист.[86]

- Руски паметник – на кръговото кръстовище на площад „България“ (Руски площад).[87][88]
- Паметник на загиналите во̀ини от шуменски регион във войните (1994) – на площад „Кристал“. Обичайно място за ритуали. На шест паметни колони от бял врачански камък са изписани имената на 435 бойци и командири от Шумен и района, загинали във войните след 1878 г. Колоните са свързани чрез метални отливки на ордени, щикове и гранати. По средата на паметника е поставен забит в лавров венец меч, изработен от бронз и месинг.[89]
- Паметник на загиналите во̀ини от V шуменски полк – на ул. „Марица“ пред зала „Арена Шумен“, на входа на бившата казарма „Пети полк“.[90]
- Паметник на курсистите. Намира се в местността Байкова поляна на Шуменското плато. На 19 март 1933 г. курсистите от учителския институт Димо Пенчев (23 г.), Мара Балева (22 г.) и Цвята Христова (27 г.) са убити от група офицери на военно-фашистката организация „Продуч“. Целта на властта е била да разкрие младежката организация в града и да я разгроми. Въпреки жестоките изтезания ремсистите предпочитат смъртта пред предателството.[91]
- Паметник на Васил Левски (2015) – булевард „Славянски“, срещу Съда.[92]
- Паметник на Панайот Волов – бул. „Славянски“, срещу Военния клуб.[93]
- Паметник на Лайош Кошут (1952) – бул. „Славянски“, срещу Общината.[94]
- Паметник на Добри Войников – бул. „Славянски“, до Театъра.[95]
- Паметник на генерал Константин Каварналиев (2009) – пред хотел „Шумен“.[96]
- Паметник на генерал Валериан Мадатов – бул. „Славянски“, срещу Централна кооперативна банка и магазин „Детски свят“.[97]
- Бюст-паметник на Димитър Благоев (1956) – на площад „Кристал“.[98]
- Бюст-паметник на Стефан Караджа (1937) – близо до автогарата, в началото на бул. „Мадара“, в градинката срещу супермаркета.[99]
- Паметник на Тодор Петков – близо до автогарата, в началото на бул. „Мадара“, в градинката пред читалище „Тодор Петков“.
- Бюст-паметник на Вела Пискова (1954) – след централния вход на Градската градина.[100]
- Бюст-паметник на Август Попов (2015) – в Градската градина.[101]
- Паметник на Тодор Колев – в Градската градина пред фонтана. Бронзов монумент на актьора с цигулка в ръце и бомбе. Паметникът пресъздава едновременно различните таланти и превъплъщения на Тодор Колев като театрал, музикант и шоумен. Скулптурата е с височина 205 см и тежи около 650 кг. Втората част от композицията е филмова лента от бронз, която се намира зад статуята на актьора.[102][103]
- Паметник на жертвите на комунизма (2009) – в Градската градина.[104]
- Паметник на Лиляна Димитрова – в двора на Профилирана природоматематическа гимназия „Нанчо Попович“ (бивша „Лиляна Димитрова“).
- Паметник на Нанчо Попович – в градинката пред Народно читалище „Добри Войников 1856“, между ОББ и старата поликлиника.
- Паметник на Боян Българанов.
- Паметник на митрополит Симеон – бул. „Симеон Велики“, до църквата „Свето Възнесение“.[105]
- Паметник на Георги Димитров – бронзов колос в цял ръст с тегло 5 тона, отлят от стотици празни артилерийски снаряди, до щаба на бившето ВНВАУ „Георги Димитров“. Демонтиран е при правителството на СДС през 1992 г. и заменен на постамента с две руски ракети. Сега паметникът е в склад с бойна техника на шуменско военно формирование в двора на бившето поделение КЕЧ.[106][107]
- Паметник на Васил Коларов – пред Съдебната палата в Шумен до 1992 г., когато правителството на СДС нарежда премахването му. Защитници на Коларов недоволстват и организират седящи стачки. Накрая с полиция паметникът е демонтиран. Първо е преместен в склада на общинския кучкарник, а сега се съхранява в помещение на строителна фирма.[106]

На 18 км източно от Шумен, в подножието на Ма̀дарското плато, се издига Ма̀дарският конник. Недалече от града, в Шуменска област, са и първите две стари столици на България – Плиска (27 км североизточно) и Преслав (20 км югозападно).

### Паркове
- Градска градина. Разположена е в широкия център на града между Руски паметник и ж. п. гара. Централният вход с колони и архитектурни орнаменти е от кръговото кръстовище. След 2010 г. е обновена по проект. Има голяма детска площадка, няколко паметника и фонтан пред бившето Градско казино, преустроено в сладкарница, ресторант и дневен бар.
- Централен парк. Намира се в идеалния център на града, между общината, театъра, библиотеката и младежкия дом. Там е Паметникът на Свободата (Разперко) – един от символите на Шумен, любимо място на младежите от града.
- Парк „Студентски“. Изграден е до супермаркет „Била“ в посока Шуменски университет, на мястото на старите гробища. Стойността му е около 3 милиона лева. Открит е на 30 юни 2009 г. Съдържа детски атракции, концертен подиум и многофункционалното игрище /за хандбал, волейбол и баскетбол/ за провеждането на международни и републикански спортни състезания. Предвидено е въвеждането на забрана за разхождането на домашни любимци на територията на парка. Охраната се извършва от общинската фирма за охрана с монтирани видеокамери.[108]
- Парк пред читалище „Тодор Петков“ в Добруджански квартал. Обновен е по проект и открит на 16 юни 2015 г. Включва 4 декара тревни настилки, 1700 квадратни метра асфалтови настилки, паркоместа, 1200 кв. м павирани настилки, нови 148 дръвчета, ново осветление.[109]
- Кьошковете. Емблематичен за Шумен голям горски парк в западната част на града. Има зоокът, малко езеро, детски кът и 2 хотел-ресторанта. Осигурен е с градски транспорт. От там водят началото си туристически маршрути към Шуменското плато.

- Стълбище до Паметника. Изградено е като парк с напречни и диагонални алеи. Започва от централния парк и младежкия дом. Едно от най-предпочитаните места за активен туризъм.
- Природен парк „Шуменско плато“. Заема обширна гориста площ на платото южно и западно от града. Парковите територии с места за пикник около паметника и туристическия център южно от него са масово посещавани особено през почивните дни. Вляво от пътя за Шуменската крепост са Паметникът и гробът на курсистите, местността „Дългите поляни“ с туристическия заслон „Детелина“ и пещерата „Тайните понори“. Сред по-известните обекти в централната и северна част на парка около Шуменската крепост са пещерите Бисерна (Зандана) и Русалка (Сулумара), крепостта „Висока поляна“, сгради за лагери, климатични и зелени училища и ведомствени вили.[110]

### Музеи
- Регионалният исторически музей в Шумен (РИМ)[111] е част от Стоте национални туристически обекта на Българския туристически съюз. Създаден е през 1904 г. През ноември 1981 г. в чест на 1300-годишнината от основаването на България в новопостроената сграда се открива експозиция на Окръжния исторически музей, която е разположена в 9 зали и заема площ от 2600 м2. Изложени са само около 9000 експоната от 75 000, съхранявани в музея, документиращи различни страни от многовековната история на този край. Експозицията на музея е подредена хронологически по исторически епохи. Ранната история (3500 – 3100 г. пр.н.е.) е показана с експонати, открити при археологическите разкопки на селищните могили в региона.

Керамичната икона „Св. Теодор Стратилат“, сребърната чаша на жупан Севин и Златното преславско съкровище по своята художествена изработка и оригинални хрумвания са истински шедьоври на старобългарското изкуство.
- Къща музей на Панайот Волов
- Къща музей на Лайош Кошут
- Музей на Шуменския гарнизон[112]
- Къща музей на Добри Войников
- Къща музей на Тодор Рахнев – 
кв. „Дивдядово“
- Къща музей на Панчо Владигеров
- Къща музей на Вела Пискова[113]
- Музей на коня Кабиюк

### Спорт
В Шумен активно се развиват футбол, волейбол, баскетбол, хандбал, фехтовка, вдигане на тежести и конен спорт.
Футболният клуб на града е ФК Волов (1929), който има едно участие в турнира за купата на УЕФА, четвърто място в А група през 1994 година, както и 2 полуфинала за Купата на България през 1957 и 2006. След сезон 2012/13 е участник в Б група.

Централният стадион на Шумен е „Панайот Волов“ (24 390 места), освен него се използват и така нареченият ученически стадион, а за волейболните и баскетболни срещи – спортна зала „Младост“.

В града традиции има карате „киокушинкай“. Клубът е тридесетгодишен и има много национални състезатели: спортист № 1 и треньор № 1 за 2007 г. – Виталий Маринов – 1 кю; и семпай Даниел Димитров – 1 дан. В Шумен функционира и конна база „Кабиюк“.

Спортният клуб по хандбал за деца и юноши на Шумен е печелил 3 поредни години Държавното първенство за мъже.
От 1970 година в района на града се провежда рали „Стари столици“ – автомобилно състезание, кръг от Националния рали-шампионат. Състезанието се организира ежегодно от Съюза на българските автомобилисти клон Шумен и АСК „Стари столици“, Шумен. Рали „Стари столици“ е печелено от видните шуменски състезатели Илия Бонев, Данчо Данчев и Валери Великов. До 2008 година се провеждаше и кръг от шампионата по планинско изкачване на България по автомобилизъм „Валери Великов“.

#### Арена Шумен
Многофункционалната спортна зала „Арена Шумен“ е изградена на територията на бивше военно поделение „Пети полк“. „Арена Шумен“ е открита с официална церемония на 21 юли 2018 година. Шуменската зала е един от най-красивите спортни обекти в страната, а доказателство за това е наградата за „Сграда на годината“ за 2018 година. Съоръжението е с капацитет от 1500 седящи места и с възможност за монтиране на допълнителни 1000 зрителски места. Отговаря на всички изисквания на спортните федерации за провеждане на състезания по волейбол, баскетбол, футбол, хандбал и др. На терена е поставена сертифицирана паркетна настилка, доставено е и спортното оборудване. В сградата има още кафене, фитнес зала, сауна и парна баня, шест съблекални, помещения за треньори и съдии, зала за пресконференции, места за журналисти за директно предаване на събития, помещения за допинг-контрол и медицински кабинет. На партера има подходи за инвалиди. Осигурена е и оптична връзка за директни излъчвания на спортни и културни събития. Направен е и паркинг с 300 паркоместа.
„Арена Шумен“ е част от цялостен многофункционален комплекс, който ще бъде реализиран на няколко етапа. Вече е облагороден и районът около залата. Върху площ от 21 декара е изграден и парк с новозасадени 200 дървета и места за отдих. В проекта е предвидено да се построят открити спортни игрища, открит плувен басейн, детски кът и хотел. Изграждат се нов жилищен комплекс и търговски обекти.

### Редовни събития
- Технологичен форум „Умен Шумен“ – 10 май

- Празник на Шумен – 11 май
- Два пъти годишно (пролет и есен) се провежда базар, на който се предлагат само български стоки.
- Мажоретен фестивал – „Мадарски конник" (провежда се на различни дати всяка година през месец май)
- 1 юни – Ден на детето
- На всеки две години (през есента) се провежда Карнавал на плодородието
- Средновековен събор „Доблест и слава“ – атракции и пресъздаване на исторически събития на крепостта „Стария град“
- Рали „Стари столици“[115]
- Всяка година през май се провежда Международен фестивал „Друмеви театрални празници Нова българска драма"
- Международен музикален конкурс за пианисти и цигулари „Панчо Владигеров" (април – май)[116]
- Международни детски-юношески хорови празници „Добри Войников" (на всеки две години)[117]
- Международен конкурс за млади поп изпълнители „Съзвездие“ (октомври-ноември)
- Международно биенале по скулптура „Мадара“ (август), в резерват Мадарски конник
- Национален фестивал на мажоретния танц „Мадарски конник" (май)
- Национален танцов фестивал „Магията на Танца“ (март)
- Национални ученически театрални празници (на всеки две години)
- Национален конкурс за изпълнение на унгарска и българска поезия[118]
- Национален конкурс „Мадарският конник – символ на историческото минало и европейското бъдеще на България" (май), в Регионалния исторически музей
- Национален конкурс „Космосът-настояще и бъдеще на човечеството".
- Регионален конкурс „Приложното изкуство в народните обичаи от Коледа до Васильовден“ (декември).
- Регионален младежки конкурс за рисунка, фотография и компютърна презентация на тема „Портрет на моя град Шумен"
- Регионален конкурс за детска забавна песен „Златно петле“ (април)
- Регионален конкурс за изработка на най-малка, най-голяма, оригинална, автентична мартеница, колие, гривна, пано „Пижо и Пенда“ (февруари)
- Фестивал на популярната градска песен „Есенни шуменски вечери“ (септември)[119]

## Бележити личности
С Шумен са свързани имената на национални герои, загинали във войните, националноосвободителното движение, държавни ръководители, както и на бележити исторически личности, в чест на които в града е построен музей, паметник или обществена сграда:
- Панайот Волов (1850 – 1876) – български революционер, национален герой. Един от главните дейци на Априлското въстание 1876 г., главен апостол на IV революционен окръг – Пловдив. Ранен в сражение с османска потеря край гр. Бяла, се удавя при опит да преплува река Янтра.
- Захари Величков (1834 – 1876) – български революционер, работил в Шумен. Подпредседател на местния революционен комитет в Ямбол и участник в Априлското въстание. Ранен, заловен, осъден и обесен в Одрин.
- Андрей Богданов (? – 1877) – участник в Руско-турската освободителна война (РТОВ) като лекар в Първа опълченска дружина. Загива по време на войната.
- Константин Каварналиев (1866 – 1913) – български офицер, полковник, геройски загинал в Междусъюзническата война, посмъртно произведен в чин „генерал“.
- Еньо Марковски (1873 – 1923) – деец на работническото движение в България. След държавния преврат от 9 юни 1923 г. е арестуван и умира в затвора.
- Вела Пискова (1889 – 1925) – деец на работническото движение в България. Физик, учителка в гимназия „Нанчо Попович“ в Шумен. Организаторка е на женското антивоенно движение в Шумен през Първата световна война (1915 – 1918). Ръководител на бойни групи в Септемврийското въстание от 1923 г. Първата жена-комендант на град и секретар на Окръжния комитет на БКП (т.с.). Убита през 1925 г. в сражение с полицията в Русе.[120]
- Август Попов (1909 – 1942) – български комунист, секретар на ОК на РМС и секретар на ОК на БРП (к) в Шумен (1932), участник в партизанското движение по време на Втората световна война и в група на т.нар. парашутисти и подводничари. Осъден на смърт по процеса на парашутистите и разстрелян.

- Панайот Волов
- Константин Каварналиев
- Август Попов (бюст-паметник в Шумен)

Държавни ръководители и политици
- Васил Коларов (1877 – 1950) – български политик, ръководител на Коминтерна, държавен глава на България (15 септември 1946 – 9 декември 1947), министър-председател на България в 65-ото (1949 – 1950) и 66-ото (1950) правителство, председател на XXVI обикновено народно събрание (1945 – 1946) и на VI велико народно събрание (1946 – 1947).
- Желю Желев (1935 – 2015) – български философ (доктор на философските науки), дисидент и политик, държавен глава на България от 1 август 1990 до 22 януари 1997 г.
- Васил Друмев (1841 – 1901) – български писател, духовник и политик, автор на първата българска повест и първата българска драма с оригинален сюжет, митрополит на Търновската епархия и на два пъти министър-председател на България.[121]
- Димитър Благоев („Дядото") (1856 – 1924) – български политик и философ, основател на организираното социалистическо движение в България и на първата социалдемократическа партия на Балканския полуостров.
- Лайош Кошут (1802 – 1894) – виден унгарски национален герой, държавен деятел, юрист и революционер в периода на Унгарската революция 1848 – 1849, министър на финансите на Унгария от март до септември 1848 година, глава на изпълнителната власт от септември 1848 г. до август 1849 г., временен държавен глава (регент) на Унгария от април до август 1849 г.

- Васил Коларов
- Желю Желев
- Васил Друмев
- Димитър Благоев
- Лайош Кошут

- Тодор Икономов (1835 – 1892) – български писател, публицист, издател и политик, един от най-видните възрожденски учители и участници в борбата за създаване на независима Българска екзархия, подпредседател на Учредителното събрание в Търново, един от водачите на Консервативната партия, министър на вътрешните работи (1880), кмет на София (1880) и окръжен управител на Шумен (1881), председател на II велико народно събрание (1881) и на новосъздадения Държавен съвет (1882).[122][123][124]
- Стоян Данев (1858 – 1949) – български революционер, юрист, финансист и политик. Доброволец в четата на Филип Тотю по време на Старозагорското въстание. Председател на V ВНС и XV ОНС. Ръководител на Умеренолибералната, а по-късно на Прогресивнолибералната партия. Министър на външните работи. Четири пъти министър-председател на България (1901 – 1903 и 1913). Министър на финансите. Председател на БЧК и председател на Международния съюз на Червения кръст в Женева. Член на постоянния Арбитражен съд в Хага.
- Янко Сакъзов (1860 – 1941) – български политик, публицист и общественик, един от лидерите на БРСДП (обединена – „широки социалисти").
- Рачо Петров (1861 – 1942) – български генерал от пехотата и политик. Началник на щаба на армията през Сръбско-българската война и до 1894 г., 2 пъти военен министър, 2 пъти министър на външните работи и изповеданията и 2 пъти министър-председател на България по времето на княз Фердинанд. Депутат в XI (1901 г.) и XIII (1903 – 1908 г.) Обикновено народно събрание. Носител на 10 ордена за бойни заслуги от 5 държави – България, Русия, Прусия, Сърбия и Османската империя.
- Сава Савов (1865 – 1945) – български генерал от пехотата и политик от Демократическата партия, командващ армии през Първата световна война и военен министър в края на войната. Народен представител в XXI (1925 – 1927) и XXIII (1931 – 1934) Обикновено народно събрание. Награден е с 11 ордена за бойни заслуги от 5 държави – България, Русия, Германия, Австро-Унгария и Османската империя.
- Никола Пенев (1879 – 1955) – български военен деец, генерал-лейтенант; роден в Шумен, брат на известния български литературовед Боян Пенев.
- Андрей Блъсков (1857 – 1943) – български революционер и генерал. Син на видния възрожденски учител Рашко Блъсков. Брат на Владимир, Димитър, Илия, Стефан и Христо Блъскови. Куриер на революционния комитет в Габрово по време на Априлското въстание. Участва в РТОВ като опълченец. Участник в Сръбско-българската война. Награден е с 6 ордена и кръста за храброст и военни заслуги от България и Русия. Уволнен за участие в детронирането на княз Ал. Батенберг. Реабилитиран. Стига до чин генерал-майор.
- Боян Българанов (1896 – 1972) – български генерал и политик от БКП. Участник в партизанското движение по време на Втората световна война, командир на Втора Пловдивска въстаническа оперативна зона на т.нар. Народоосвободителна въстаническа армия (НОВА). Член на Политбюро на ЦК на БКП. Член на Президиума на Народното събрание на Народна република България. Удостояван е със званието „Герой на Народна република България“ и награден с 5 ордена „Георги Димитров“, както и със званието „Герой на социалистическия труд“. На негово име е наречен квартал в Шумен.

- Тодор Икономов
- Стоян Данев
- Янко Сакъзов
- Рачо Петров
- Сава Савов
- Андрей Блъсков
- Боян Българанов (паметник в Шумен)

Бележити исторически личности
- Добри Вòйников (1833 – 1878) – български възрожденски учител, писател-драматург, просветител, журналист, музикален и театрален деец, основоположник на българския театър, пръв български режисьор и автор на театрални пиеси.
- Сава Доброплодни (1820 – 1894) – български писател, педагог и възрожденски просветен и културен деец.
- Нанчо Попович (1818 – 1883) – български общественик и дарител за построяването в Шумен на едно от първите девически училища в страната, днес Профилирана природоматематическа гимназия „Нанчо Попович“. В негова чест 6 декември се отбелязва като Ден на дарителя в България.
- Илия Блъсков (1839 – 1913) – български писател и педагог, един от основоположниците на българската повествователна проза.
- Стилиян Чилингиров (1881 – 1962) – български писател, етнограф, изявен обществен деец от началото на 20 век, политик. Един от основателите на Съюза на българските писатели и негов председател (1941 – 1944 г.). Известен е като „последния възрожденец“.
- Боян Пенев (1882 – 1927) – литературовед, професор, един от най-известните български литературни историци и критици през ХХ век, брат на генерал Никола Пенев. Името му носят Регионалната библиотека в Разград (от 1992 г.)[125]) и Издателският център на Института за литература към БАН.[126]

- Добри Вòйников
- Сава Доброплодни
- Нанчо Попович
- Илия Блъсков
- Стилиян Чилингиров
- Боян Пенев

Заслужили дейци на изкуството
- Тодор Колев (1939 – 2013) – актьор, комик, певец, музикант и шоумен; народен артист.
- Панчо Владигеров (1899 – 1978) – композитор, музикант, диригент, педагог и общественик; народен артист. Удостоен е с Димитровска награда и званието „Герой на социалистическия труд“.
- Венета Вичева (1931 – 2013) – хоров диригент, педагог и общественик, дългогодишен ръководител на хор „Родни звуци“ в Шумен, основател и диригент на детския хор „Бодра песен“; народен артист. Наградена с орден „Св. св. Кирил и Методий“ I степен и статуетка „Кристална лира“.
- Елена Карамихайлова (1875 – 1961) – една от първите български художнички в Следосвобожденска България, импресионист. Удостоена е с орден „За граждански заслуги“. На нея е именувана художествената галерия в Шумен.

- Тодор Колев
- Панчо Владигеров

Други личности, свързани с Шумен, са описани в Категория:Почетни граждани на Шумен.

## Други
На Шумен е наречена улица в квартал „Банишора“ в София (Карта).

## Галерия
- Военният клуб
- Паметник на свободата и в дълбочина паметникът Създатели на българската държава
- Паркът „Кьошковете“ през зимата
- Шуменското плато
- Мадарският конник
- Къщата, където е живял генерал Владимир Заимов между 1934 и 1935 година
- Паметник на Лиляна Димитрова в двора на Профилирана природоматематическа гимназия „Нанчо Попович“